# Erik Nussbicker
 (avril 2018).
Erik Nussbicker, né le 4 juin 1963, est un plasticien, performeur et scénographe français.
Il présente pour la première fois ses travaux en 1994 à la Galerie nationale du Jeu de Paume. Son œuvre déploie une arborescence de réflexions sous forme d’installations organiques, sonores, éphémères, monumentales ou rituelles. Son travail remet en question la perception de la mort, ainsi que la place de l’homme dans la nature, et les limites de l’enveloppe charnelle.

## Biographie
Vivant et travaillant à Paris, Erik Nussbicker a exposé au Jeu de Paume, au Centre Georges-Pompidou, au palais de Tokyo, au musée de la chasse et de la nature, à la conciergerie de Paris, au CAPC de Bordeaux, à la Biennale d'art contemporain de Lyon, à l’abbaye de Montmajour, à La Condition publique et au Vent des forêts.

## Œuvres
L’œuvre d’Erik Nussbicker est protéiforme. L’artiste propose l’observation de phénomènes dont la nature dépasse les frontières du monde de l’art et fait montre des liens indicibles de nos origines. Terrain d’action pensé pour l’homme ses réalisations invitent à méditer, souffler, nourrir, jouer. L’artiste joue notamment d’instruments de musique faits d’ossements animaux et humains qu’il invente dans le cadre de performances. Faisant appel à des rituels apotropaïques, l’œuvre d’Erik Nussbicker est une méditation sur le vivant.
L’artiste construit également des objets et rituels funéraires, mettant en scène une vision alternative du monde où la vie et la mort auraient une signification traditionnellement attribuée au bouddhisme, avec le cycle des transformations et la notion d’impermanence, ou au chamanisme. Cette vision se repose notamment sur la Naturphilosophie de Goethe.
| Titre                                | Année     | Lieu d'exposition ou de conservation | Techniques | Description | Image                                                                   |
| ------------------------------------ | --------- | ------------------------------------ | --- | --- | ----------------------------------------------------------------------- |
| Mémoire de Matériaux                 | 1994      | Paris, Centre Georges-Pompidou       | Corne de gazelle, plomb, sapin, cire, ciment, cuir, terre cuite, papier mâché. 50 × 180 cm                                         | Ces trompes, devenues instruments de musiques, émettent chacune des sons différents, selon leur composant. Leur apparence tribale fait référence à des instruments sonores ancestraux : corne d’appel sonore et tactile, corne de berger. | Mémoire de Matériaux, notice sur centrepompidou.fr.                     |
| Le Cerf                              | 2012      | Paris, palais de Tokyo               | Squelette de cerf, lutherie, tapis de crin de cheval, 410 × 410 cm. performance.                                                   | Dans la performance Le Cerf, Erik Nussbicker joue d’instruments de musique conçus à cet effet à partir d’os animaux. Créée fin 1999 cette œuvre est présentée pour la première fois en 2000 à la Biennale d’Art Contemporain de Lyon sur une invitation de Jean-Hubert Martin. Entre art, science et spiritualité, ce récital restitue une mémoire en lien à l’origine de l’humanité à travers l’adaptation d’une structure osseuse de cervidé en artéfacts sonores. Cette performance propose au public la renaissance du cerf, et invoque la place concédée à la mort. | Le Cerf, performance à Paris au palais de Tokyo, extrait sur vimeo.com. |
| Le Temps des mouches                 | 2011      | Arles, abbaye de Montmajour          | Soie, cornes, mouches, miel, eau, 4 × 9,5 m.                                                                                       | Cette œuvre joue avec les notions de temporalité, de sacralité en lien avec le statut de l’abbaye désacralisée de Montmajour. Erik Nussbicker dresse dans l’espace un sablier de soie géant s’étendant sur toute la hauteur du lieu, et à l’intérieur duquel volent des milliers de mouches qui semblent ainsi remonter le temps. Erik Nussbicker octroie une brève immortalité à ces insectes dont la vie est habituellement si courte, de par une attention particulière dédiée à les nourrir, les soigner. L’artiste cherche ici à faire dialoguer vie et mort, et entre ponctuellement dans la sablier pour y méditer. Cette œuvre de recherche vise à exposer le spectateur à l’être dans sa beauté et sa violence, proposant une quête artistique, physique, et métaphysique. |                                                                         |
| Grande sphère                        | 2011-2015 | Condition Publique, Roubaix          | Soie, mouches, miel. Diam. 3 m, 9 m de bandelettes de soie.                                                                        | Dans cette structure arachnéenne, vivent des nuées de mouches, sensibles aux courant d’air de la soie, que l’artiste assimile à la vie humaine sous la fine couche d’atmosphère terrestre. Erik Nussbicker cherche à montrer ces insectes tels les hommes, vivant en société, opportunistes et solitaires. Un espace de méditation qui comporte des assises placées au sol. Le maitre Michel Genko Dubois initie les participants à la méditation pleine conscience (mindfulness). |                                                                         |
| Animaloutils                         | 2014      | Localisation inconnue.               | Os animal et humain, carapaces, cornes et bambous, formats divers.                                                                 | Libérées des tensions de l’existence, ces juxtapositions de bambous morts sur pied et d’os représentent les outils totems de l’instrumentalisation animale. Bêche sanglier, marteau chien, fourche gazelle, scie cervidé, le crâne humain retrouve les ‘Animaloutils’ avec la fonction de casse-tête. Par cette œuvre, Erik Nussbicker propose une réflexion sur l’instrumentalisation animale, compagnon du progrès humain. |                                                                         |
| Crâne psychopompe                    | 2015      | Paris, galerie Maubert               | Crâne humain en bronze, lutherie, câble acier.                                                                                     | Sépulture sonore contemporaine, un crâne humain est ici balancé à la renverse, son chant rythmant sa trajectoire, l’œuvre éprouve le regard que l’homme porte sur la mort. |                                                                         |
| Cénotaphe d’Aloual                   | 2015      | Collection de l'artiste.             | Vidéo : Cérémonie d’imposition des os du Cerf. Bambous, cloche en bronze, soie, drisses, projection, bande son. 400 × 45 × 140 cm. | Ce cénotaphe et la sépulture sonore qui l’accompagne rendent hommage à Aloual, et prolongent au-delà de la mort l’amitié que l’artiste éprouve pour lui. Le chant du comédien, Alain Dumazel dit Aloual, (Gardien des os en malgache), est enregistré sur son lit d’hôpital quelques jours avant son décès, le dimanche 21 septembre 2014. Une captation vidéo représentant un des protocoles performatifs réalisés en privé à l’atelier de l’artiste le 8 juillet 2002 est projetée sur le linceul du cénotaphe. Cette vidéo présente une cérémonie à la visée préparatoire du projet de sépulture sonore provenant de la rencontre avec Aloual, et la performance Le Cerf. Cette œuvre est une expérimentation de la transformation d’une sépulture humaine en un corps résonant. |                                                                         |
| A.M.O.U.R, exposition monographique. | 2016      | Roubaix, La Condition publique.      | Vidéo sur 5 écrans de soie. | Dans les 1 500 m2 de la Condition publique à Roubaix, Erik Nussbicker expose une variété d’œuvres sensibles, sonores et mobiles, en relation avec le sacré, véritable regard prospectif de l’artiste sur les rituels funéraires. L’installation du Cénotaphe D’Aloual, Tabula Rasa, l’installation pendulaire Crânes Psychopompes, Sphères de soie et de mouches vivantes, et la Performance Le Cerf offrent au spectateur une partition originelle, dans cette nef industrielle. Ces installations aux usages rituels offrent une redécouverte des origines de l’homme et de son propre corps. |                                                                         |

### Œuvres dans les collections publiques
En France
- La Défense, Fonds national d'art contemporain : Barbe de Moïse, cornes de bœeuf, crin.
- Paris, musée national d'Art moderne : Mémorial des matériaux, 1994, neuf cornes, matériaux divers.

En Russie
- Moscou, palais de Tsaritsyno : Cercle de chiures de mouches sur voilage.

## Expositions

### Expositions personnelles[14]
- 1998 : Rencontres en aparté, Amiens, église Saint-Germain-l'Écossais.
- 2001 : La Medida del mundo, Mexico, Galeria de la Casa de Francia (Mexique).
- 2001 : Mami-Mouche, Paris, chapelle de la Sorbonne.
- 2006 : Psychopompe, centre commercial de Saint-Exupéry et CNR[Quoi ?] Reims.
- 2008 : L’Être et le Cerf, Paris, musée de la chasse et de la nature, Commissariat : Claude d’Anthenaise.
- 2016 : A.M.O.U.R, Roubaix, La Condition publique, première exposition monographique.
- 2017 : Le Jardin des méditations, Vent des Forêts, Fresnes-au-Mont, Espace rural d'art contemporain.
- 2018 : Apokatastasis, Paris, musée de la chasse et de la nature, galerie Maubert, Vent Des Forêts, réalisation de 5 projets et œuvres constituant Le Jardin des méditations.

### Expositions collectives
- 1994[8] : La soglia interna, Florence (Itatlie), musée d’anthropologie et d’ethnologie.
- 1994 : Invitations, Paris, galerie nationale du Jeu de Paume, Commissariat : Alfred Pacquement, Catherine David.
- 1995 : Le Seuil interne, Florence (Italie), musée de l’Homme.
- 1997 : Made in France, Paris, Centre Georges-Pompidou.
- 1998 : Rencontres en aparté, Amiens, église Saint-Germain-l'Écossais.
- 1998 : Magie Blanche-Magie Noire, Mantes-la-Jolie, musée de l’Hôtel-Dieu, Mnam. Commissariat : Didier Semin, Anne-Claire Ducreux, Florence Morat.
- 2000 : Partages d’exotismes, Lyon, 5e Biennale d'art contemporain de Lyon. Commissariat : Jean-Hubert Martin.
- 2001 : + vrai que Nature, CAPC musée d'art contemporain de Bordeaux. Commissariat : Éric Féloneau.
- 2001 : Tongue in’cheek, Fondation Deste d’Athènes (Grèce), Commissariat : Daniel Abadie.
- 2004 : Friandises et pain d’artistes, Dieppe, Maison des jeunes et de la culture.
- 2011 : Monuments et animaux, Arles, abbaye de Montmajour. Commissariat : Claude d’Anthenaise.
- 2012 : Bêtes Off, Paris, Conciergerie. Commissariat : Claude d’Anthenaise.
- 2014 : Réforme, Paris, musée de la chasse et de la nature, exposition « Voila les Delton ». Commissariat : Claude d’Anthenaise.
- 2015 : Desdémone, entre désir et désespoir, Paris, Institut du monde arabe. Commissariat : Edwart Vignot, Marie Maertens.
- 2015 : Cannibalisme <> Animalisme, Paris, galerie Anne Perré. Commissariat : Julien Verhaeghe et Marion Zilio.
- 2015 : De l’art de se voiler la face, Paris, galerie Maubert[10].
- 2016 : Ars memoriae : le palais mental, Paris, galerie Maubert[10].